# Copa Mundial Juvenil de Fútbol Americano de la IFAF de 2009
La Copa Mundial Juvenil de Fútbol Americano de la IFAF de 2009 se llevó a cabo en la localidad de Canton, Ohio. Los partidos de esta Copa Mundial enfrentaron a los jugadores menores de 19 años de los ocho mejores equipos nacionales clasificados y los partidos se desarrollaron en el Fawcett Stadium, sede del Partido del Salón de la Fama del Fútbol Americano Profesional de la NFL, situado junto al Salón de la Fama. Comenzó el 27 de junio y terminó el 5 de julio con el Partido de Campeonato.

## Participantes
- Estados Unidos (país sede)
- Japón (invitado)
- Canadá (invitado)
- México (ganador del playoff de América del Norte)
- Nueva Zelanda (ganador del playoff de Oceanía)
- Alemania (campeón europeo)
- Suecia (subcampeón europeo)
- Francia (tercer lugar europeo)

## Siembra
- 1.  Canadá
- 2.  Estados Unidos
- 3.  México
- 4.  Japón
- 5.  Alemania
- 6.  Suecia
- 7.  Francia
- 8.  Nueva Zelanda

## Bracket

### Bracket de ganadores
|  | Cuartos de final | Cuartos de final |                |       | Semifinales  | Semifinales  |  |  | Final | Final |
|  |                  |                  |                |       |              |              |  |  |       |       |
|  |                  |                  |                |       |              |              |  |  |       |       |
|  |                  |                  |                |       |              |              |  |  |       |       |
|  | Canadá           | 55               |                |       |              |              |  |  |       |       |
|  | Canadá           | 55               |                |       |              |              |  |  |       |       |
|  | Nueva Zelanda    | 0                |                |       |              |              |  |  |       |       |
|  | Nueva Zelanda    | 0                | Canadá         | 38    |              |              |  |  |       |       |
|  |                  |                  | Canadá         | 38    |              |              |  |  |       |       |
|  |                  | Japón            | 35             |       |              |              |  |  |       |       |
|  | Japón            | Japón            | 35             | 10    |              |              |  |  |       |       |
|  | Japón            |                  |                | 10    |              |              |  |  |       |       |
|  | Alemania         | 7                |                |       |              |              |  |  |       |       |
|  | Alemania         | 7                | Estados Unidos | 41    |              |              |  |  |       |       |
|  |                  |                  | Estados Unidos | 41    |              |              |  |  |       |       |
|  |                  | Canadá           | 3              |       |              |              |  |  |       |       |
|  | México           | Canadá           | 3              | 41    |              |              |  |  |       |       |
|  | México           |                  |                | 41    |              |              |  |  |       |       |
|  | Suecia           | 0                |                |       |              |              |  |  |       |       |
|  | Suecia           | 0                | México         | 0     | Tercer lugar | Tercer lugar |  |  |       |       |
|  |                  |                  | México         | 0     |              |              |  |  |       |       |
|  |                  | Estados Unidos   | 55             |       |              |              |  |  |       |       |
|  | Estados Unidos   | Estados Unidos   | 55             | 78    | México       | 27           |  |  |       |       |
|  | Estados Unidos   |                  |                | 78    | México       | 27           |  |  |       |       |
|  | Francia          | 0                |                | Japón | 42           |              |  |  |       |       |
|  | Francia          | 0                |                |       | 42           |              |  |  |       |       |
|  |                  |                  |                |       |              |              |  |  |       |       |
|  |                  |                  |                |       |              |              |  |  |       |       |

### Bracket de consolación
|  | Eliminatoria del 5º al 8º | Eliminatoria del 5º al 8º |   |               | 5º y 6º    | 5º y 6º |  |
|  |                           |                           |   |               |            |         |  |
|  | Partido 5                 |                           |   |               |            |         |  |
|  | Nueva Zelanda             | 7                         |   |               |            |         |  |
|  | Alemania                  | 52                        |   |               |            |         |  |
|  |                           |                           |   |               |            |         |  |
|  |                           |                           |   |               | Partido 9  |         |  |
|  |                           |                           |   |               | Alemania   | 14      |  |
|  |                           | Suecia                    | 0 |               |            |         |  |
|  |                           |                           |   |               |            |         |  |
|  |                           |                           |   |               |            |         |  |
|  |                           |                           |   |               | 7º y 8º    |         |  |
|  | Partido 6                 | Partido 6                 |   | Partido 10    | Partido 10 |         |  |
|  | Suecia                    | 24                        |   | Nueva Zelanda | 6          |         |  |
|  | Francia                   | 14                        |   |               | Francia    | 34      |  |

## Marcadores

### Partidos Día 1
| 27 de junio 10:00 |                                                               |               |                                               |
| Canadá            | 55-0                                                          | Nueva Zelanda | Estadio: Fawcett Stadium Asistencia: Oficial: |
| 20 / 21 / 7 / 7   | Reporte: Archivado el 29 de junio de 2009 en Wayback Machine. | 0 / 0 / 0 / 0 | Estadio: Fawcett Stadium Asistencia: Oficial: |

| 27 de junio 13:00 |                                                               |               |                                               |
| Japón             | 10-7                                                          | Alemania      | Estadio: Fawcett Stadium Asistencia: Oficial: |
| 0 / 0 / 7 / 3     | Reporte: Archivado el 30 de junio de 2009 en Wayback Machine. | 7 / 0 / 0 / 0 | Estadio: Fawcett Stadium Asistencia: Oficial: |

| 27 de junio 16:00 |                                                               |               |                                               |
| México            | 41-0                                                          | Suecia        | Estadio: Fawcett Stadium Asistencia: Oficial: |
| 7 / 13 / 7 / 14   | Reporte: Archivado el 29 de junio de 2009 en Wayback Machine. | 0 / 0 / 0 / 0 | Estadio: Fawcett Stadium Asistencia: Oficial: |

| 27 de junio 21:00 |                                                              |               |                                                      |
| Estados Unidos    | 78-0                                                         | Francia       | Estadio: Fawcett Stadium Asistencia: 10.145 Oficial: |
| 24 / 13 / 13 / 28 | Reporte: Archivado el 9 de julio de 2009 en Wayback Machine. | 0 / 0 / 0 / 0 | Estadio: Fawcett Stadium Asistencia: 10.145 Oficial: |

### Partidos Día 2
| 1 de julio 10:00 |                                                              |                 |                                               |
| Nueva Zelanda    | 0-52                                                         | Alemania        | Estadio: Fawcett Stadium Asistencia: Oficial: |
| 0 / 0 / 0 / 0    | Reporte: Archivado el 4 de julio de 2009 en Wayback Machine. | 14 / 9 / 22 / 7 | Estadio: Fawcett Stadium Asistencia: Oficial: |

| 1 de julio 13:00 |                                                              |               |                                               |
| Suecia           | 24-14                                                        | Francia       | Estadio: Fawcett Stadium Asistencia: Oficial: |
| 0 / 17 / 7 / 0   | Reporte: Archivado el 4 de julio de 2009 en Wayback Machine. | 6 / 0 / 0 / 8 | Estadio: Fawcett Stadium Asistencia: Oficial: |

| 1 de julio 16:00 |                                                              |                |                                               |
| Canadá           | 38-35                                                        | Japón          | Estadio: Fawcett Stadium Asistencia: Oficial: |
| 7 / 14 / 7 / 10  | Reporte: Archivado el 4 de julio de 2009 en Wayback Machine. | 7 / 7 / 7 / 14 | Estadio: Fawcett Stadium Asistencia: Oficial: |

| 1 de julio 19:00 |                                                              |                 |                                                      |
| México           | 0-55                                                         | Estados Unidos  | Estadio: Fawcett Stadium Asistencia: 11.218 Oficial: |
| 0 / 0 / 0 / 0    | Reporte: Archivado el 7 de julio de 2009 en Wayback Machine. | 27 / 14 / 7 / 7 | Estadio: Fawcett Stadium Asistencia: 11.218 Oficial: |

### Partidos Día 3

#### Séptimo lugar
| 4 de julio 13:00 |                                                              |                |                                               |
| Nueva Zelanda    | 6-34                                                         | Francia        | Estadio: Fawcett Stadium Asistencia: Oficial: |
| 0 / 0 / 0 / 6    | Reporte: Archivado el 6 de julio de 2009 en Wayback Machine. | 7 / 14 / 6 / 7 | Estadio: Fawcett Stadium Asistencia: Oficial: |

#### Quinto lugar
| 4 de julio 16:00 |                                                              |               |                                               |
| Alemania         | 14-0                                                         | Suecia        | Estadio: Fawcett Stadium Asistencia: Oficial: |
| 7 / 0 / 0 / 7    | Reporte: Archivado el 6 de julio de 2009 en Wayback Machine. | 0 / 0 / 0 / 0 | Estadio: Fawcett Stadium Asistencia: Oficial: |

#### Partido por el tercer lugar
| 4 de julio 19:00 |                                                              |                |                                                     |
| Japón            | 42-27                                                        | México         | Estadio: Fawcett Stadium Asistencia: 3.204 Oficial: |
| 21 / 7 / 14 / 0  | Reporte: Archivado el 7 de julio de 2009 en Wayback Machine. | 7 / 6 / 0 / 14 | Estadio: Fawcett Stadium Asistencia: 3.204 Oficial: |

### Partido Día 4

#### Partido Final
| 4 de julio 16:00 |                                                              |               |                                                      |
| Estados Unidos   | 41-3                                                         | Canadá        | Estadio: Fawcett Stadium Asistencia: 40.043 Oficial: |
| 15 / 3 / 14 / 9  | Reporte: Archivado el 8 de julio de 2009 en Wayback Machine. | 0 / 0 / 0 / 3 | Estadio: Fawcett Stadium Asistencia: 40.043 Oficial: |

## Ganador
| Campeón de la Copa Mundial Juvenil de Fútbol Americano de la IFAF de 2009 |
| ------------------------------------------------------------------------- |
| ESTADOS UNIDOS Primer título                                              |

## Ronda clasificatoria para la Copa Mundial
Norteamérica  
- 1ª ronda Panamá 52 - Bahamas 6
- 2ª ronda México 26 - Panamá 0

Oceanía
- Nueva Zelanda 12 - Australia 7

Europa
- Partido por el 3º y 4º lugar : Francia 28 - Dinamarca
- Partido por el 1º y 2º lugar : Alemania 9 -Suecia 6